# Salut cousin!
Salut cousin! u Hola, primo es una película coproducción de Argelia, Bélgica, Francia y Luxemburgo filmada en colores dirigida por Merzak Allouache sobre su propio guion escrito en colaboración con Caroline Thivel que se estrenó el 4 de noviembre de 1997 en España y tuvo como actores principales a Gad Elmaleh, Messaoud Hattau, Magaly Berdy y Ann-Gisel Glass. El director, nacido en Argelia, ha vivido exiliado de su país desde que dirigió en 1994 su película considerada antieslámica Bab El Oued City.

## Sinopsis
Alilo llega a París desde Argelia recoger una valija con vestidos para llevar a Argelia de contrabando pero como perdió la dirección debe aguardar allí cinco días por lo que busca a su primo Mok, que emigró allí hace años con su familia, y vive en el barrio Moscú, hace música de rap, tiene deudas y una amante punk.

## Reparto
Intervinieron en el filme los siguientes intérpretes:
- Gad Elmaleh	...	Alilo
- Messaoud Hattau	...	Mok
- Magaly Berdy	...	Fatoumata
- Ann-Gisel Glass	...	Laurence
- Jean Benguigui	...	Maurice
- Xavier Maly	...	Claude
- Cheik Doukouré	...	el vecino
- Mohamed Ourdache	...	Rachid
- Dalila Renault	...	Malika
- Fatiha Cheriguene	...tía Adjia
- Malek Kateb	...	tío Mohamed
- Arno Chevrier	...	Goudrand
- Mostefa Djadjam	...	Jo el barman
- Faisal Attia	...	presentador del rap
- Guy Amram

## Premios y nominaciones
En la decimosexta edición (11-20 de octubre de 1996) del Festival de cine de Cartago el filme fue galardonado con el Premio Tanit de oro a la Mejor Película. Por otra parte, fue nominado en la 69.ª edición de los Premios de Academia en la categoría de Mejor película de Lengua Extranjera. Recibió en 1996 el Premio Especial del Jurado en el Festival Internacional de Cine en Lengua Francesa Namur y en 1997 el Premio al Mejor Guion en el Festival Panafricano de Cine y Televisión de Uagadugú.

## Críticas
John Petrakis escribió en el Chicago Tribune:

”es más que la historia de un extranjero en un país extraño, también es la crónica de la marcha zigzagueante de una variada mezcla de soñadores, pillos y vagos haciendo lo que pueden para sobrevivir en un mundo sórdido que no siempre es amable con los recién llegados.…Mok …fracasa en todos sus intentos de tener éxito... mientras espera el gran golpe de la fortuna…el barrio Moscú…en realidad es una trampa de podredumbre para aquellos oscuros extranjeros esquemáticos que están excluidos de cualquier éxito rápido. Alilo se mueve entre traficantes de drogas, cabezas rapadas e incluso un nocturno actor shakespeareano, pero también encuentra a la gentil Fatoumata, una hermosa africana que está saliendo de una reciente ruptura dolorosa y parece atraída por su actitud honesta y positiva…Allouache cuida de darnos una visión balanceada de la experiencia inmigratoria en París. En tanto Mok está luchando, el resto de su familia –de quien está divorciado- va prosperando. Todos los actores son buenos… con mención especial para la actriz francesa Ann Gisel Glass…la fotografía es espléndida, como también la música atrapante de Safy Boutella.

La crítica de Time Out dijo:

” No es un alegato social a través de la pesadilla del inmigrante. Hay mucha comedia ligera mientras gradualmente se nos va corriendo el velo de los alardes verborrágicos de Mok, un toque de  romance liviano cuando Alilo ve a Fatoumata (Berdy), la vecina africana Mok y una firme línea narrativa que hace crecer la tensión a medida que se acerca el día del retorno de Alilo. Las actuaciones son siempre medidas y el manejo de cámara nunca incurren en exageración…Lo más memorable de toda la película es el sentimiento por aquellos argelinos que nunca podrán retornar a su devastado país natal pero saben que en Francia nunca se sentirán realmente en su casa.